# Hemidactylus arnoldi
Hemidactylus arnoldi är en ödleart som beskrevs av  Lanza 1978. Hemidactylus arnoldi ingår i släktet Hemidactylus och familjen geckoödlor. IUCN kategoriserar arten globalt som otillräckligt studerad. Inga underarter finns listade i Catalogue of Life.